# Southampton (Schiff, 1828)
Die Southampton, auch HMS Southampton, war eine Fregatte der gleichnamigen Klasse der britischen Marine, die von 1828 bis 1912 in Dienst stand.
Die spätere Southampton wurde am 23. Mai 1816, zusammen mit ihren Schwesterschiffen bestellt und unter der Bauaufsicht des Schiffbaumeisters William Stone in der Marinewerft in Deptford (London) im März 1817 auf Kiel gelegt. Der Stapellauf erfolgte am 7. November 1820 und am 11. Mai 1821 wurde das Schiff für Erprobungen vor Sheerness ausgerüstet. Die Baukosten betrugen 49.664 Pfund (siehe Pfund Sterling).
Ab Oktober 1828 wurde das Schiff in Chatham ausgerüstet und im Dezember 1828 durch Captain George Frederick Rich in Dienst gestellt. 1867 wurde die Southampton an das „Hull Committee“ ausgeliehen und 1912 zum Abbruch verkauft.